# 진서면 (파주시)
진서면(津西面)은 경기도 파주시의 면이다. 본래 장단군에 속했고, 판문점이 있다. 민통선 이북에 있어 파주시에 편입된 다른 구 장단군 지역과 함께 군내면에 위치한 장단면 행정복지센터에서 관할한다. 비무장지대 안에 위치해 거주하는 주민은 없다.

## 교통
국도 제1호선이 통과하여 조선민주주의인민공화국과 연결된다.

## 행정 구역
| 법정리 | 한자명 | 행정리 | 비고                       |
| ------ | ------ | ------ | -------------------------- |
| 금릉리 | 金陵里 | -      | 거주 인구 없음             |
| 어룡리 | 魚龍里 | -      | 거주 인구 없음             |
| 선적리 | 仙跡里 | -      | 거주 인구 없음 판문점 소재 |

- 분지리는 조례나 등기에 누락되었으나 휴전선 이남으로 법적으로 파주시 진서면의 리이다.